# Шагалали (Зерендинський район)
Шагалали́ (каз. Шағалалы) — село у складі Зерендинського району Акмолинської області Казахстану. Адміністративний центр Чаглінського сільського округу.
Населення — 2106 осіб (2021; 2270 у 2009, 1984 у 1999, 3260 у 1989).
Національний склад станом на 1989 рік:
- німці — 40 %;
- росіяни — 34 %.

До 2018 року село називалось Чаглінка.